# Panthera leo fossilis
Sous-espèce
Panthera leo fossilis est une sous-espèce fossile du lion ayant vécu vers la fin du Pléistocène il y a 700 000 ans. 

## Paléobiologie
Ce félin a coexisté avec les premiers humains en Europe. Une mandibule de l'hominidé Homo heidelbergensis a été trouvée en 1907 à Mauer, en Allemagne, lieux de la découverte du lion fossile.